# Eryri
Eryri (walisisk: Eryri, engelsk: Snowdonia) er en nationalpark i Nord-Wales hovedsageligt beliggende i grevskabet Gwynedd. Den har et areal på 2.170 km² og blev oprettet i 1951.
Navnet Snowdonia er afledt af Snowdon, som er det højeste bjerg i Wales – 1085 meter højt.
Der er mere end 25.000 indbyggere indenfor parkens område. Parken har mere end 6 mio. besøgende hvert år, og er dermed den 3. mest besøgte nationalpark i England og Wales. Parken er specielt kendt for sin smukke natur og efterladenskaberne fra mere end 100 års omfattende minedrift i området. Snowdonia er kendt for sin barske og øde natur.

## Natur
Snowdonia har mange forskellige naturtyper, men alle er velegnede til vandreture. Den sydvestlige beliggenhed og at bjergene er relativt lave, gør at vandreture og bjergbestigning i Snowdonia generelt er i den lette ende. Der er dog også ruter der kun er for trænede klatrere – og som i alle bjergegne kan vejret være lunefuldt. Snowdonia er populært blandt klatrere og der er flere butikker og tur-arrangører specielt for klatrere og bjergbestigere.
- Bjergområder: Den lave højde til trods er der flere områder "over trægrænsen" – her er masser af uberørt og ofte sart natur. Der er også mange slugter og kløfter.
- Skove: Der er mange skove i området, alle gennemskåret af stier på kryds og tværs – ofte med forskellige skiltede ruter.
- Søer: Der er en del flotte små bjerg- og skovsøer, flere med helt særlig flora og fauna
- Minedrift: Overalt støder man på efterladenskaber fra den tidligere omfattende minedrift. Store bjerge af efterladenskaber fremstår nu som en egen naturtype, men der er også eksempler på "døde søer", søer der er forgiftet af bly el. zink fra minedrift i lokalområdet.

Udover Snowdon (1085 m) omfatter parken flere andre bjergkæder, bl.a. The Glyders (999 m), Carnedd Range (1064 m) og Cadair Idris (892 m).

## Hvad man ellers kan se og opleve
- Mange små landsbyer – nogle med stor fokus på turisme, mens andre repræsenterer traditionel livsstil og traditionelle erhverv.
- Borge: Der er en del flotte borge og fæstninger i eller i området omkring nationalparken
- Minedrift: Der er kun få miner der stadig er i drift, men både de fungerende og de nedlagte miner kan man komme ind og se.
- Jernbaner: 2 smukke strækninger med alm. jernbane går igennem parken (eller lige omkring) – Cambrian Coast Line og Conwy Valley Line. Desuden er der flere smalsporede jernbaner, de såkaldte "Great Little trains", der opereres af forskellige jernbaneklubber, specielt skal fremhæves Ffestiniog Railway der kører mellem Blaenau Ffestiniog og Porthmadog, og dermed forbinder Cambrian Coast Line og Conwy Valley Line.

## Byer
- Llanberis: Udgangspunkt for de fleste ture til toppen af bjerget Snowdon.
- Betws-y-Coed: Turistparadis med gode forbindelser til resten af parken.
- Blaenau Ffestiniog: Hovedbyen for Wales skiferindustri, men kun 1 mine er stadig i drift.
- Dolgellau: Har en guldmine der stadig er i drift.
- Porthmadog: Turistby og trafikknudepunkt ved sydvestkysten

## Eksterne kilder og henvisninger
- Wikimedia Commons har flere filer relateret til Eryri
- Nationalparkens websted
- Snowdon Mountain Railway

52°56′N 3°56′V / 52.93°N 3.93°V